# 溫荷克車站
溫荷克車站（英語：Windhoek Station）是位於納米比亞首都溫荷克的主要鐵路車站，它是納米比亞鐵路網絡中的重要站點，由TransNamib運營。溫和克車站建於德屬西南非時期，採用荷蘭開普風格建造，南非鐵路於1929年建造了另一個北翼，以配合現有的建築風格。
該站還設有小型的運輸博物館，該博物館概述了納米比亞的運輸歷史，特別是鐵路的運輸歷史。該展覽於1993年7月1日開幕，包括各種鐵路設備、地圖和相關物品，可追溯到德國殖民時期。展覽的另一部分是納米比亞的航空歷史和納米比亞海事歷史。展覽尚包含納米比亞南非鐵路餐車中使用的餐具以及電信、電氣設備。